# الأكاديمية الأسترالية للعلوم
الأكاديمية الأسترالية للعلوم (بالإنجليزية: Australian Academy of Science)‏ هي أكاديمية علمية أسسها سنة 1954 مجموعة من أبرز الأستراليين في تلك الحقبة، كان من بينهم بعض زملاء الجمعية الملكية من الأستراليين، وقد انتهى بعد إنشاء الأكاديمية وجود ما كان يسمى بمجلس الأبحاث الوطني الأسترالي (1910 ـ 1954).
أُنشئت الأكاديمية على غرار الجمعية الملكية، وتعمل بموجب ميثاق ملكي يجعل منها كيانًا مستقلًا ولكن بدعم حكومي. وقد كان أول رئيس للأكاديمية هو عالم الفيزياء السير مارك أوليفانت.

## أهداف الأكاديمية
تتمثل أهداف الأكاديمية في تشجيع العلوم وتشجيع تعليم العلوم عن طريق أنشطة متنوعة، وقد حددت أربعة برامج أساسية لأنشطتها، هي:
- تقدير الإسهامات البارزة في العلوم
- التثقيف ونشر الوعي الشعبي
- وضع السياسات العلمية
- العلاقات الدولية

## وصلات خارجية
- الموقع الرسمي (بالإنجليزية)